# Erhard Drews

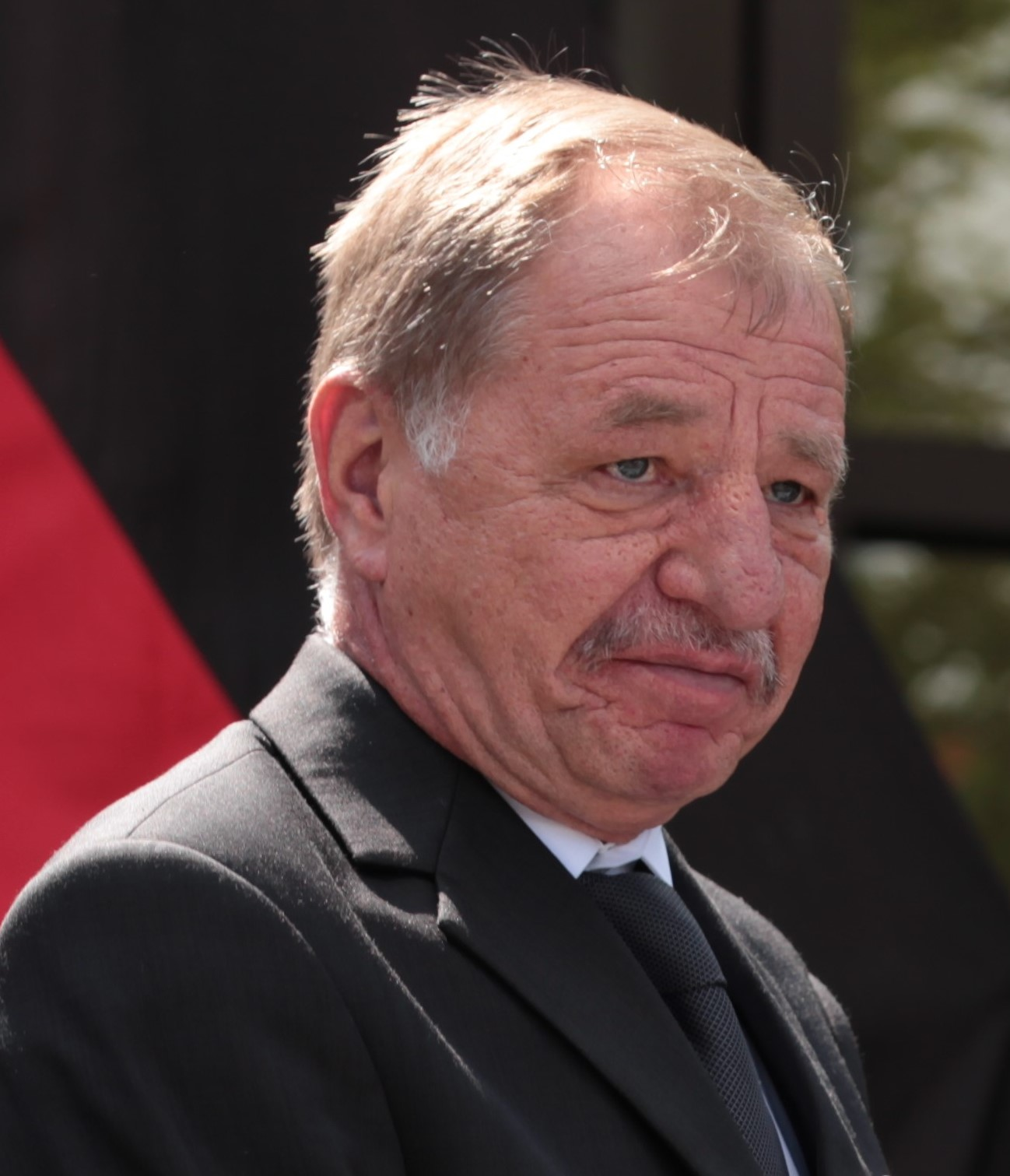
Erhard Drews (2016)

Erhard Drews (* 21. November 1952 in Müssen jetzt Lage) ist ein Generalmajor außer Dienst des Heeres der Bundeswehr. In seiner letzten Verwendung war er von Januar 2013 bis November 2014 Amtschef des Amtes für Heeresentwicklung der Bundeswehr.

## Militärische Laufbahn
1971 trat Drews beim Panzerlehrbataillon 94 in Munster in den Dienst der Bundeswehr. Nach der Offizierausbildung diente er von 1975 bis 1982 in verschiedenen Verwendungen, darunter als Zugführer, Offizier für Militärisches Nachrichtenwesen (S2) und Kompaniechef im Panzerbataillon 64 in Wolfhagen. Von 1982 bis 1983 war Drews ein Jahr lang als Operationsoffizier (S3) im Stab der 2. Panzergrenadierdivision in Kassel eingesetzt. Von 1983 bis 1986 absolvierte er im 23. Generalstabslehrgang Heer die Ausbildung zum Offizier im Generalstabsdienst an der Führungsakademie der Bundeswehr in Hamburg und diente anschließend bis 1987 als G3-Stabsoffizier des III. Korps in Koblenz. Von 1987 bis 1989 war er ebenfalls in Koblenz als G3-Stabsoffizier der Panzerbrigade 34 eingesetzt.
1989 wechselte Drews ins Bundesministerium der Verteidigung (BMVg) nach Bonn und war dort bis 1991 als Referent Heeresplanung im Führungsstab des Heeres (FüH) eingesetzt. Im Anschluss daran übernahm er von 1991 bis 1992 mit dem Panzerbataillon 343 in Koblenz ein Truppenkommando, welches er ein Jahr innehatte. 1992 wurde er nach Hamburg an die Führungsakademie versetzt, lehrte dort Truppenführung und war zugleich bis 1995 Tutor für die Generalstabsausbildung Heer. 1995 wurde Drews zum Stab des Wehrbereichskommandos III/7. Panzerdivision nach Düsseldorf versetzt und übernahm dort bis 1997 als Leiter die Operationsabteilung (G3). Nach dieser Verwendung diente Drews abermals im Verteidigungsministerium in Bonn und Berlin, diesmal bis 2000 als Referatsleiter Bundeswehrplanung im Planungsstab des BMVg.
Von 2000 bis 2002 übernahm er mit der Panzerbrigade 34 in Diez an der Lahn, in der er Ende der 1980er bereits als Stabsoffizier gedient hatte, wieder ein Truppenkommando. Während dieser Verwendung war er mit der Brigade auch im Auslandseinsatz und fungierte dabei vom Dezember 2001 bis zum Mai 2002 im Rahmen von SFOR als Chef des Stabes Multinational Division Southeast in Mostar in Bosnien und Herzegowina.
Zurück in Deutschland übernahm Drews in Veitshöchheim von 2002 bis 2003 den Posten des Stellvertretenden Kommandeurs der Division Luftbewegliche Operationen unter dem Kommando von Dieter Budde. Im Anschluss an diese Verwendung wurde Drews nach Köln versetzt und diente im dortigen Heeresamt von 2003 bis 2004 als Abteilungsleiter IV Organisation. Von 2004 bis 2005 war er schließlich Chef des Stabes des Heeresamtes unter dem Kommando von Jürgen Ruwe. Von 2005 bis 2009 leitete er als Kommandeur das Zentrum für Transformation der Bundeswehr in Waldbröl/Strausberg und kommandiert seit dem 12. Februar 2009 die Division Luftbewegliche Operationen. Am 9. September 2011 hat er das Kommando über die KFOR-Truppen im Kosovo von Erhard Bühler übernommen und es nach einem Jahr, am 7. September 2012, an Volker Halbauer übergeben.
Vom 1. Januar 2013 bis zum 24. November 2014 war Drews Amtschef des Amtes für Heeresentwicklung (bis 2013 Heeresamt) der Bundeswehr in Köln.
Drews ist verheiratet und hat zwei Söhne.